# Vilify
Vilify è un singolo del gruppo musicale statunitense Device, pubblicato il 15 febbraio 2013 come unico estratto dal primo album in studio Device.

## Video musicale
Il videoclip, pubblicato il 27 febbraio, mostra scene del gruppo intento ad eseguire il brano in un ambiente prevalentemente scuro con lampi di luce bianca accecante con altre in cui si vede una creatura androide che sembra stia per nascere.
Il relativo dietro le quinte è stato invece pubblicato il 18 febbraio.

## Tracce
Download digitale
1. Vilify – 3:39

Download digitale – Remixes
1. Vilify (Future Funk Squad Club Mix) – 6:36
2. Vilify (Philify Remix) – 5:37

## Classifiche
| Classifica (2013)             | Posizione massima |
| ----------------------------- | ----------------- |
| Stati Uniti (mainstream rock) | 1                 |